# Santranges
Santranges est une commune française située dans le département du Cher en région Centre-Val de Loire.

## Géographie

### Géologie et relief
La superficie de la commune est de 2 431 hectares ; son altitude varie entre 174 et 269 mètres.

### Hydrographie
La Notreure et la Venelle sont les principaux cours d'eau parcourant la commune.

### Climat
Pour des articles plus généraux, voir Climat du Centre-Val de Loire et Climat du Cher.
En 2010, le climat de la commune est de type climat océanique dégradé des plaines du Centre et du Nord, selon une étude du CNRS s'appuyant sur une série de données couvrant la période 1971-2000. En 2020, Météo-France publie une typologie des climats de la France métropolitaine dans laquelle la commune est exposée à un climat océanique altéré et est dans la région climatique  Centre et contreforts nord du Massif Central, caractérisée par un air sec en été et un bon ensoleillement. 
Pour la période 1971-2000, la température annuelle moyenne est de 10,8 °C, avec une amplitude thermique annuelle de 15,6 °C. Le cumul annuel moyen de précipitations est de 779 mm, avec 11,3 jours de précipitations en janvier et 7,4 jours en juillet. Pour la période 1991-2020, la température moyenne annuelle observée sur la station météorologique la plus proche, située sur la commune de Léré à 8 km à vol d'oiseau, est de 11,6 °C et le cumul annuel moyen de précipitations est de 710,5 mm,. Pour l'avenir, les paramètres climatiques de la commune estimés pour 2050 selon différents scénarios d'émission de gaz à effet de serre sont consultables sur un site dédié publié par Météo-France en novembre 2022.

## Urbanisme

### Typologie
Au 1er janvier 2024, Santranges est catégorisée commune rurale à habitat très dispersé, selon la nouvelle grille communale de densité à 7 niveaux définie par l'Insee en 2022.
Elle est située hors unité urbaine et hors attraction des villes,.

### Occupation des sols
L'occupation des sols de la commune, telle qu'elle ressort de la base de données européenne d’occupation biophysique des sols Corine Land Cover (CLC), est marquée par l'importance des territoires agricoles (89,3 % en 2018), une proportion identique à celle de 1990 (89,3 %). La répartition détaillée en 2018 est la suivante : 
terres arables (48 %), zones agricoles hétérogènes (32,1 %), forêts (10,6 %), prairies (9,2 %).
L'évolution de l’occupation des sols de la commune et de ses infrastructures peut être observée sur les différentes représentations cartographiques du territoire : la carte de Cassini (XVIIIe siècle), la carte d'état-major (1820-1866) et les cartes ou photos aériennes de l'IGN pour la période actuelle (1950 à aujourd'hui).

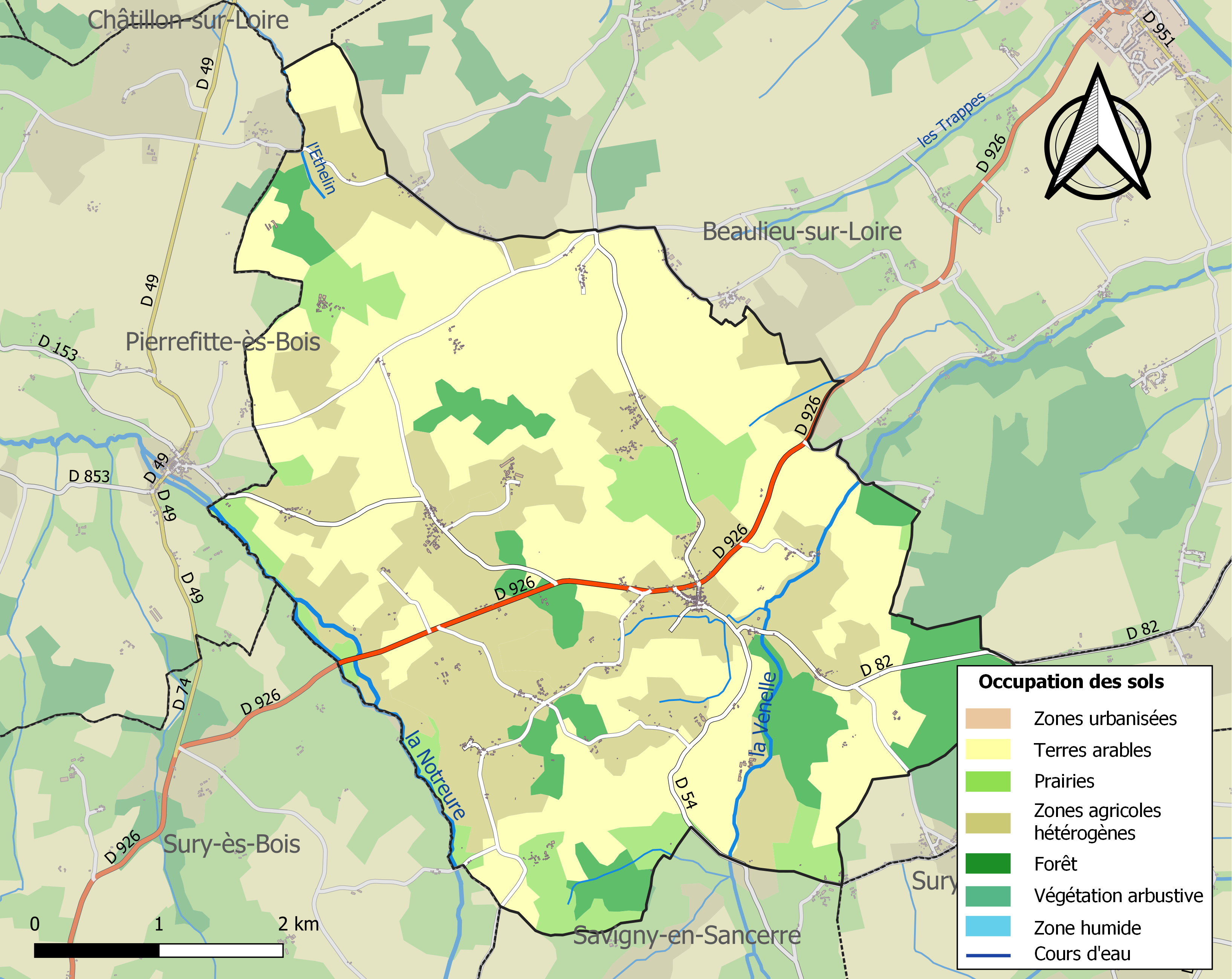
Carte des infrastructures et de l'occupation des sols de la commune en 2018 (CLC).

### Risques naturels et technologiques
Le territoire de la commune de Santranges est vulnérable à différents aléas naturels : météorologiques (tempête, orage, neige, grand froid, canicule ou sécheresse), mouvements de terrains et séisme (sismicité très faible). Il est également exposé à un risque technologique. Un site publié par le BRGM permet d'évaluer simplement et rapidement les risques d'un bien localisé soit par son adresse soit par le numéro de sa parcelle.

#### Risques naturels

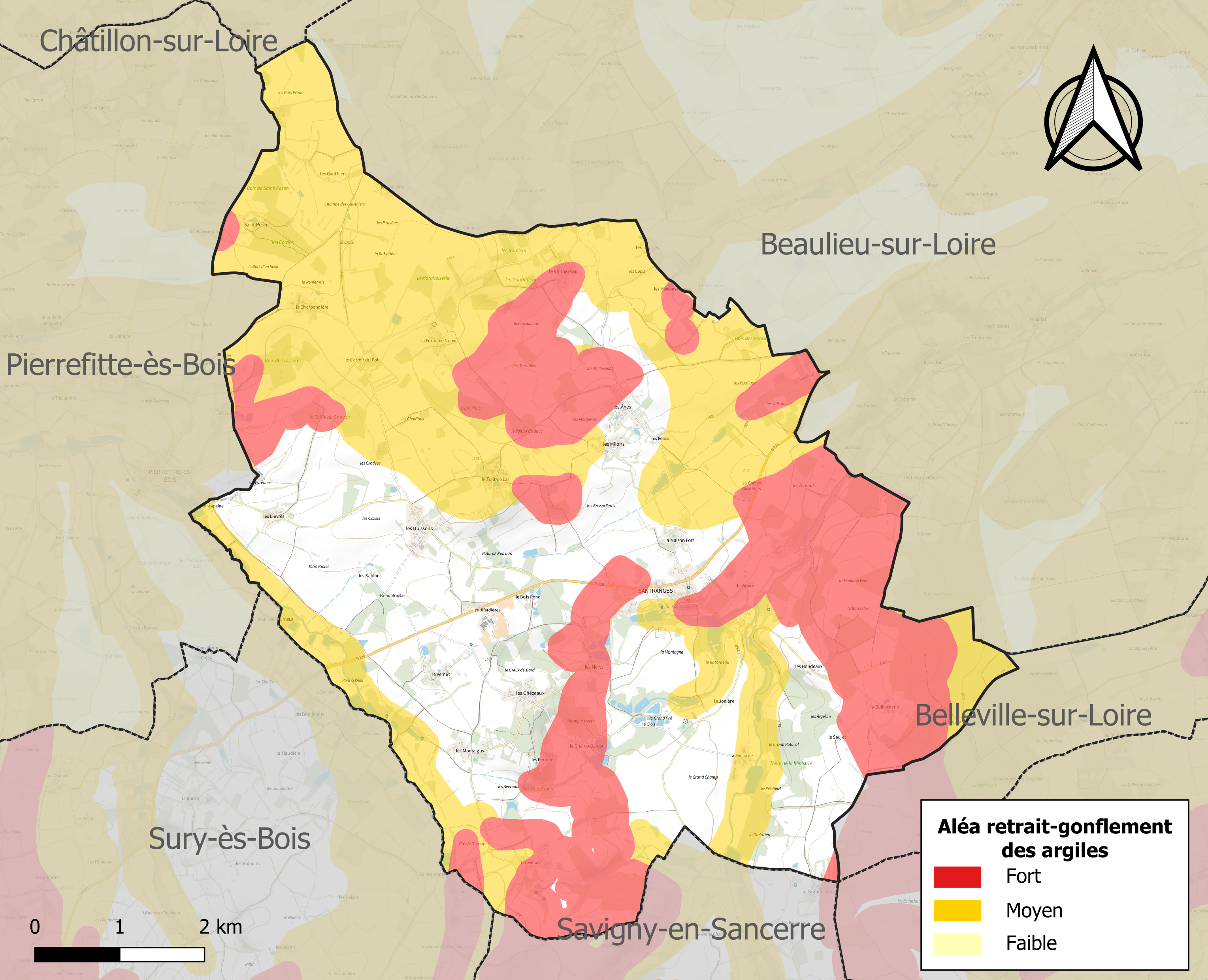
Carte des zones d'aléa retrait-gonflement des sols argileux de Santranges.

La commune est vulnérable au risque de mouvements de terrains constitué principalement du retrait-gonflement des sols argileux. Cet aléa est susceptible d'engendrer des dommages importants aux bâtiments en cas d’alternance de périodes de sécheresse et de pluie. 66,6 % de la superficie communale est en aléa moyen ou fort (90 % au niveau départemental et 48,5 % au niveau national). Sur les 337 bâtiments dénombrés sur la commune en 2019, 153 sont en aléa moyen ou fort, soit 45 %, à comparer aux 83 % au niveau départemental et 54 % au niveau national. Une cartographie de l'exposition du territoire national au retrait gonflement des sols argileux est disponible sur le site du BRGM,.
Concernant les mouvements de terrains, la commune a été reconnue en état de catastrophe naturelle au titre des dommages causés par la sécheresse en 1989, 2003, 2011, 2018 et 2019 et par des mouvements de terrain en 1999.

#### Risques technologiques
En cas d’accident grave, certaines installations nucléaires sont susceptibles de rejeter dans l’atmosphère de l’iode radioactif. La commune étant située à proximité de la centrale nucléaire de Belleville, elle est exposée au risque nucléaire. À ce titre les habitants de la commune ont bénéficié, à titre préventif, d'une distribution de comprimés d’iode stable dont l’ingestion avant rejet radioactif permet de pallier les effets sur la thyroïde d’une exposition à de l’iode radioactif. En cas d'incident ou d'accident nucléaire, des consignes de confinement ou d'évacuation peuvent être données et les habitants peuvent être amenés à ingérer, sur ordre du préfet, les comprimés en leur possession.

## Toponymie
L'origine du nom proviendrait de Centrengiis[pas clair].

## Histoire

### Moyen Âge
Au cours du Ve siècle, la paroisse, sous le vocable de Notre-Dame, était sous le patronage du chapitre de Saint-Étienne de Bourges qui était son seigneur temporel, comme à Beaulieu.
Entre 1152 et 1178, Étienne Ier de Sancerre, comte de Sancerre, doit rendre des comptes au chapitre à cause d’un étang et d’un moulin construit à Beaulieu.
De même, en 1202, Geoffroy de Brière doit détruire des fortifications, le chapitre interdisant l’établissement par les seigneurs, de plusieurs maisons fortes dans deux paroisses.[pas clair]
Il est très probable que le village était lui-même fortifié à cette époque.[pas clair]

## Politique et administration

### Élections municipales et communautaires

#### Liste des maires
| Période   | Période   | Identité          | Étiquette | Qualité           |
| --------- | --------- | ----------------- | --------- | ----------------- |
| 1945      | 1947      | Emile Peloille    |           |                   |
| 1947      | 1948      | Marcel Léger      |           |                   |
| 1948      | 1953      | Moïse Sénée       |           |                   |
| 1953      | 1971      | Clément Pasdeloup |           |                   |
| 1971      |           | Jacques Chouard   |           |                   |
|           | 2001      | Robert Tissier    |           |                   |
| mars 2001 | mars 2014 | Francis Trochet   |           |                   |
| mars 2014 | En cours  | Anne Peronnet,    |           | Ancienne employée |

Marel Léger a être tué en 1948 pandant son mandat de maire. (Pas dote information pour l'instant)

## Population et société

### Démographie
L'évolution du nombre d'habitants est connue à travers les recensements de la population effectués dans la commune depuis 1793. Pour les communes de moins de 10 000 habitants, une enquête de recensement portant sur toute la population est réalisée tous les cinq ans, les populations de référence des années intermédiaires étant quant à elles estimées par interpolation ou extrapolation. Pour la commune, le premier recensement exhaustif entrant dans le cadre du nouveau dispositif a été réalisé en 2006.

En 2022, la commune comptait 438 habitants, en évolution de +6,05 % par rapport à 2016 (Cher : −2,48 %, France hors Mayotte : +2,11 %).
| 1793 | 1800 | 1806 | 1821 | 1831 | 1836 | 1841 | 1846  | 1851  |
| ---- | ---- | ---- | ---- | ---- | ---- | ---- | ----- | ----- |
| 716  | 795  | 801  | 662  | 907  | 955  | 948  | 1 045 | 1 077 |

| 1856  | 1861  | 1866  | 1872  | 1876  | 1881  | 1886  | 1891  | 1896  |
| ----- | ----- | ----- | ----- | ----- | ----- | ----- | ----- | ----- |
| 1 139 | 1 156 | 1 169 | 1 190 | 1 231 | 1 225 | 1 267 | 1 239 | 1 263 |

| 1901  | 1906  | 1911  | 1921 | 1926 | 1931 | 1936 | 1946 | 1954 |
| ----- | ----- | ----- | ---- | ---- | ---- | ---- | ---- | ---- |
| 1 267 | 1 092 | 1 042 | 862  | 806  | 798  | 770  | 711  | 627  |

| 1962 | 1968 | 1975 | 1982 | 1990 | 1999 | 2006 | 2011 | 2016 |
| ---- | ---- | ---- | ---- | ---- | ---- | ---- | ---- | ---- |
| 586  | 514  | 472  | 420  | 390  | 369  | 425  | 422  | 413  |

| 2021 | 2022 | - | - | - | - | - | - | - |
| ---- | ---- | - | - | - | - | - | - | - |
| 425  | 438  | - | - | - | - | - | - | - |

## Culture locale et patrimoine

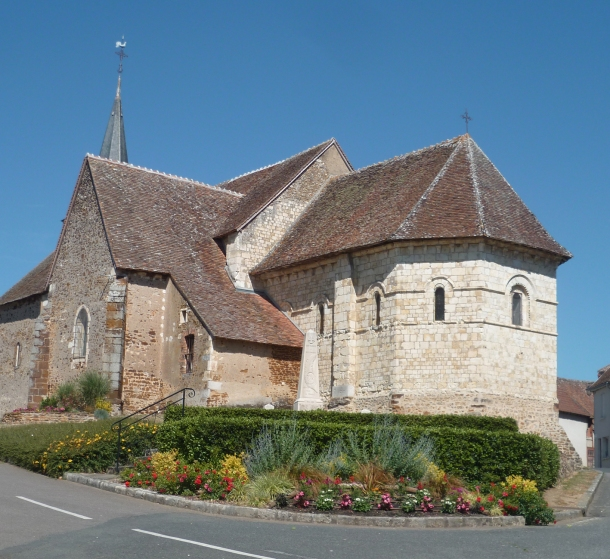
Église Notre Dame.

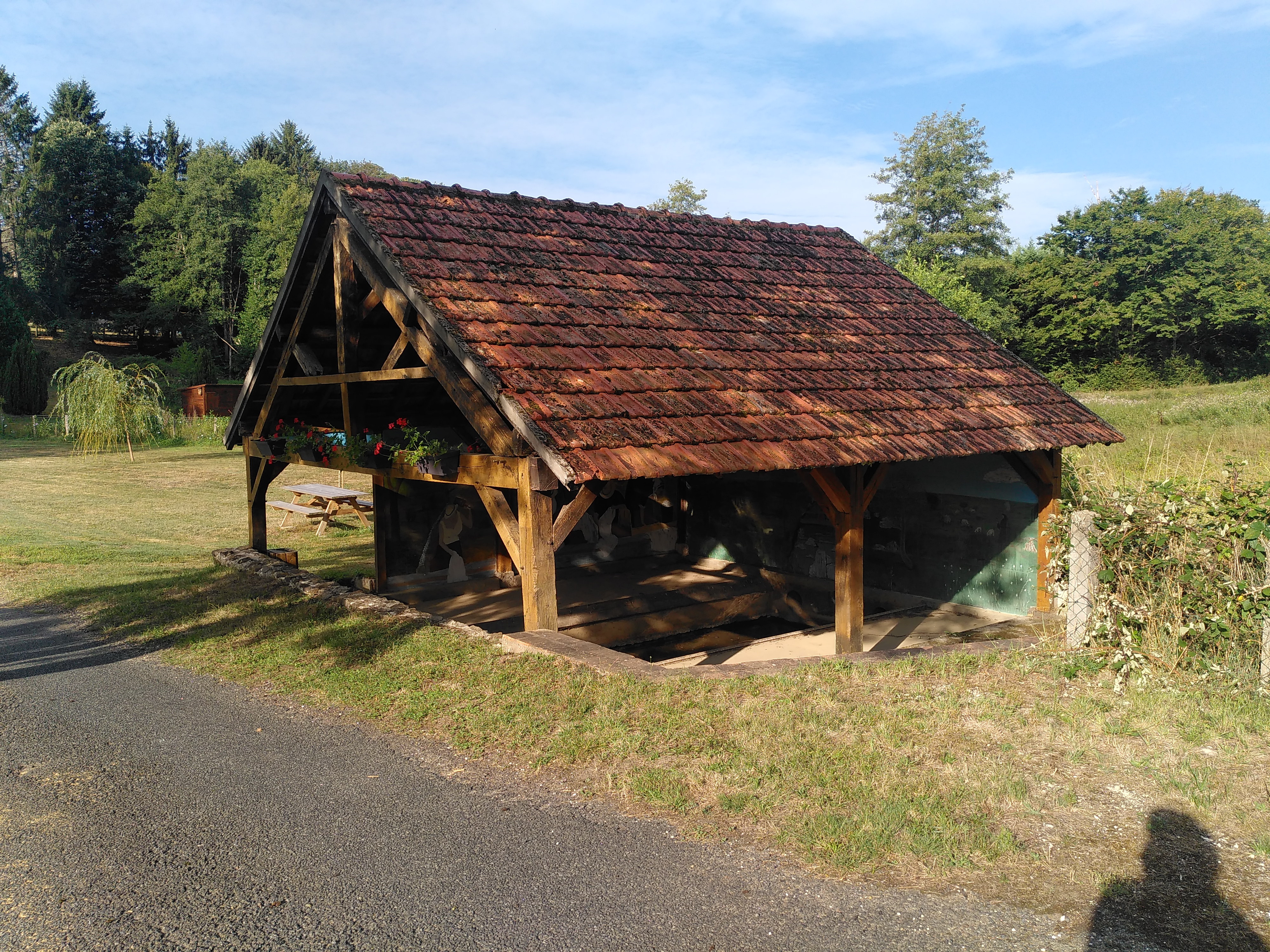
Lavoir.

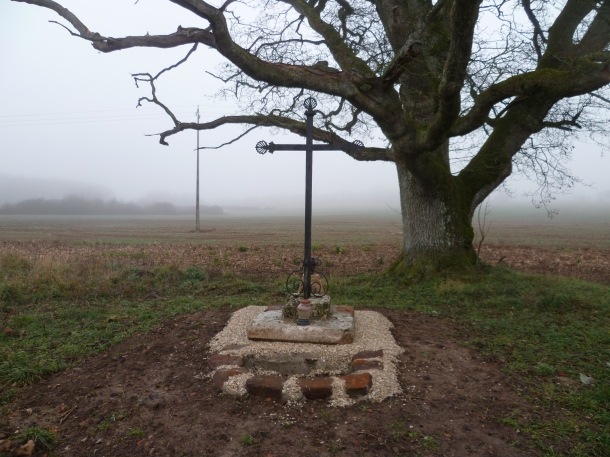
Croix de St Posen

### Lieux et monuments
- L'église Notre-Dame a été initiée au XIIe siècle, puis agrandie et remaniée au XVe siècle. Elle est inscrite partiellement à l'inventaire des monuments historiques par arrêté du 17 avril 1931[24].
- Château de Santranges,  privé.

#### Ancien château du Vernet
L'ancien château du Vernet était situé au hameau du même nom et daterait du XVe siècle.
De cet ancien château ne subsistent que peu d’éléments. Il appartient au XVIIe siècle à Marthe de Guilon, dont le tombeau se trouve dans la nef de l’église. La dalle funéraire porte l’inscription : « Cy gist les corps de Marthe de Guilon de son vivant Damoyselle du Vernay ».
L’enceinte quadrangulaire de fossés du Vernet est encore visible par endroits, ainsi qu’une tour à l’angle Sud Ouest de la cour de forme légèrement conique construite en grès local.

#### Culte et croix de Saint-Posen
Né à Santranges au Ve siècle, Saint Posen est un berger qui devint le premier curé de Châtillon-sur-Loire. Il revint mourir en ermite dans son village natal. Une chapelle fût élevée au nord-ouest de Santranges à l’endroit où il mourut. En fort mauvais état en 1668, elle fut détruite à la révolution et son mobilier transporté en l’église.
Il a été canonisé dès les premiers siècles de l’Église et devient le sujet d’un culte important dans la région. L’intercession de saint Posen était demandée pour protéger les troupeaux. Aussi une foule considérable affluait en pèlerinage le 17 juin, fête du Saint, à la croix marquant l’ancien sanctuaire, afin de préserver ou guérir le bétail.
L’autel de la chapelle sud de l’église est dédié à Saint Posen. Une châsse y renferme un gisant.
La croix de Saint-Posen est encore visible au milieu d’un champ, derrière le hameau de la Charbonnière.

### Patrimoine culturel

#### Gastronomie
- Le fromage Santranges-sancerre tient son nom de la commune.

### Personnalités liées à la commune
- Marie Mac-Nab (1832-1911), née comtesse d'Anglars, peintre française qui possédait, avec son époux Alexandre, le château de Santranges et qui est inhumée au cimetière de la commune.
- René Chocat (1920-2000), international de basket né sur la commune.

### Héraldique, logotype et devise
| Blason de Santranges | Blason  | Parti : au 1er d'or à saint Posen au naturel, accompagné d'un mouton du même, au 2e d'azur, à une grange pyramidale du lieu d'argent essorée d'or en chef et à une bogue de châtaigne d'argent feuillée de trois pièces d'or en pointe. |
| Blason de Santranges | Détails | Adopté au conseil municipal du 5 avril 2022. |